# Жильцов, Алексей Васильевич
Алексей Васильевич Жильцо́в (1895—1972) — советский российский актёр театра и кино, театральный режиссёр, педагог.. Народный артист СССР (1968).

## Биография

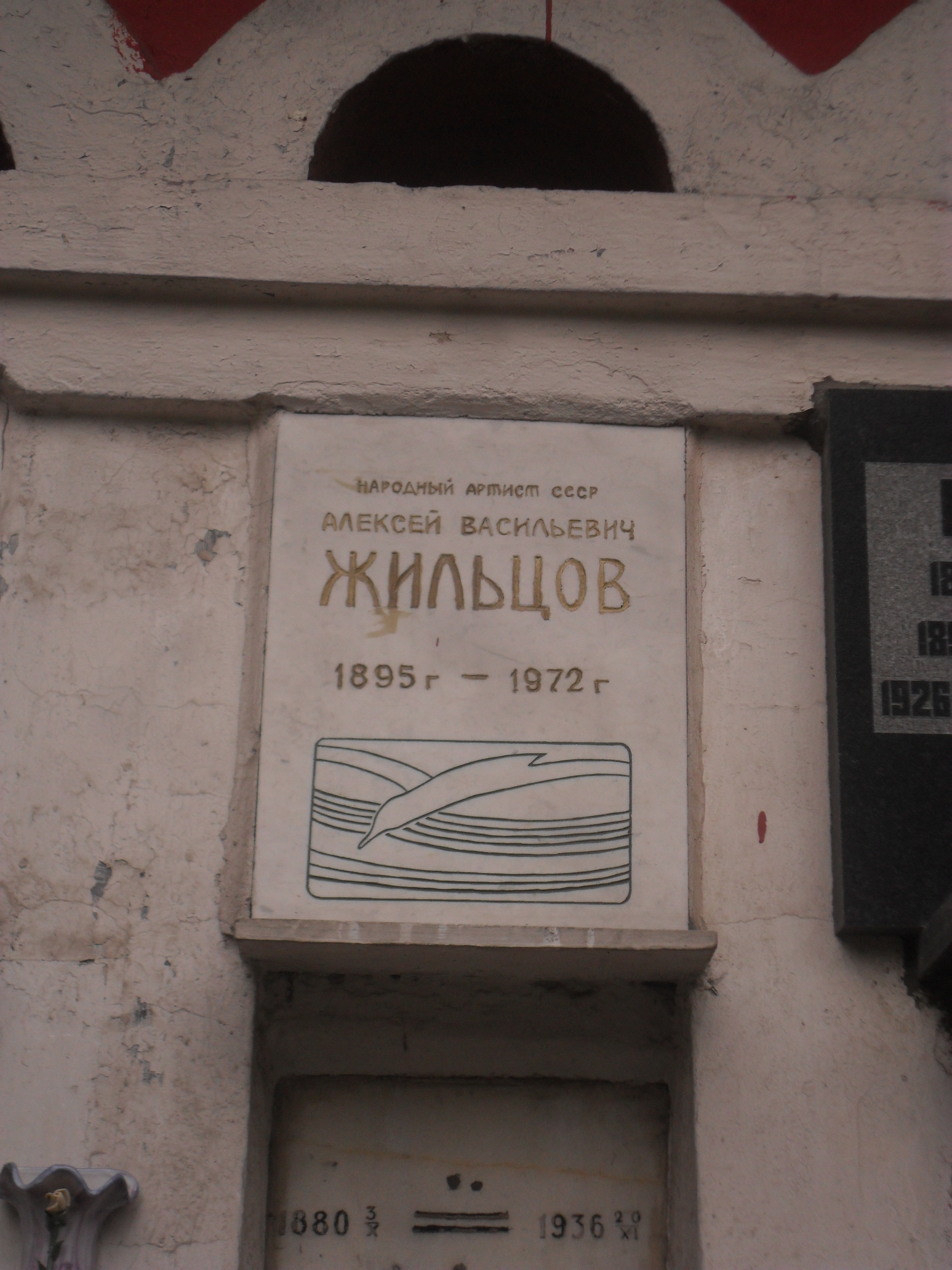
Плита колумбария Жильцова на Новодевичьем кладбище Москвы.

Родился 9 (21) февраля 1895 года в селе Ярышево (по другим источникам — в Гаврилов Посаде) (ныне — в Ивановской области, Россия) в семье крестьян.
Учился в Гаврилов Посаде, сначала в начальном училище (1902—1909), затем в городском училище (1909—1912). В 1914—1915 годах — техник-надсмотрщик связи Иваново-Вознесенской конторы связи. В 1916—1918 годах служил в Царской армии, в это же время учился в Петроградской электротехнической школе. В 1918—1923 годах — техник Управления Московского округа связи.
В 1919—1924 годах учился в школе при Третьей студии МХТ (ныне Театральный институт имени Бориса Щукина), в 1921—1924 годах — сотрудник и актёр Третьей студии МХТ (ныне — Государственный академический театр им. Е. Вахтангова).
В 1924—1930 и 1931—1972 годах — актёр МХАТ СССР им. М. Горького. Сыграл более 60 ролей. В 1955—1956 годах — заведующий труппой театра.
В 1927 году основал Народно-героический театр-студию и в течение 10 лет был её директором и художественным руководителем.
Автор радио- и телеинсценировок по произведениям М. Горького («Фома Гордеев»), С. Н. Сергеева-Ценского, А. С. Неверова, В. Ф. Тендрякова, А. Ф. Писемского («Тысяча душ») и др.
Снимался в кино.
Вёл большую педагогическую и режиссёрскую работу во Дворцах культуры.
Скончался 29 февраля 1972 года в Москве. Похоронен в Москве в колумбарии Новодевичьего кладбища.

## Звания и награды
- заслуженный артист РСФСР (1938)
- народный артист РСФСР (1948)[2]
- народный артист СССР (1968)[3]
- Сталинская премия первой степени (1952) — за исполнение роли 2-го мужика в спектакле «Плоды просвещения» Л. Н. Толстого
- орден «Знак Почёта» (1948)
- медаль «За доблестный труд в Великой Отечественной войне 1941—1945 гг.» (1946)
- медаль «В память 800-летия Москвы» (1948)
- медаль «За боевые заслуги» (1967, за участие в Гражданской войне)

## Творчество

### Роли в театре

#### Третья Студия МХТ
- «Принцесса Турандот» К. Гоцци — Измаил, Тимур
- «Правда — хорошо, а счастье лучше» А. Н. Островского — Барабошев
- «Чеховский спектакль» — Mерик и Генерал

#### МХАТ СССР имени М.Горького
- 1924 — «На дне» М. Горького — Андрей Дмитриевич Клещ
- 1927 — «Горе от ума» А. С. Грибоедова — Скалозуб
- 1928 — «Унтиловск» Л. М. Леонова — Семён
- 1930 — «Вишнёвый сад» А. П. Чехова — Лопахин
- 1933 — «В людях» М. Горького — булочник Сучков
- 1935 — «Враги» М. Горького — Квач
- 1936 — «Горячее сердце» А. Н. Островского — Наркис
- 1936 — «Любовь Яровая» К. А. Тренёва — Главнокомандующий
- 1937 — «Анна Каренина» по Л. Н. Толстому — Корней
- 1938 — «Достигаев и другие» М. Горького — Губин
- 1942 — «Кремлёвские куранты» Н. Ф. Погодина — Роман Чуднов
- 1943 — «Глубокая разведка» А. А. Крона — Семён Семёнович
- 1949 — «Мещане» М. Горького — Тетерев
- 1951 — «Плоды просвещения» Л. Н. Толстого — 2-й мужик
- 1954 — «Последняя жертва» А. Н. Островского — Фрол Федулыч Прибытков
- 1959 — «Битва в пути» по Г. Е. Николаевой — Корней Корнеевич Рославлев
- 1960 — «Братья Карамазовы» по Ф. М. Достоевскому — Григорий
- 1963 — «Егор Булычов и другие» М. Горького — Павлин
- 1966 — «Тяжкое обвинение» Л. Р. Шейнина — Лука Потапов
- 1966 — «Поздняя любовь» А. Н. Островского — Маргаритов

### Постановки в Народно-героическом театре-студии
- «Егор Булычов и другие» М. Горького (исполнил роль Булычова)
- «На дне» М. Горького (исполнил роль Сатина)
- «Емельян Пугачёв» И. В. Луковского (исполнил роль Пугачёва)
- «Женитьба Белугина» А. Н. Островского и Н. Я. Соловьёва (исполнил роль Белугина)

### Фильмография
- 1939 — В поисках радости — Захар Вавилыч, председатель колхоза
- 1948 — Мичурин — Быков
- 1952 — Школа злословия (телеспектакль) — Раули
- 1952 — На дне (телеспектакль) — Клещ Андрей Митрич
- 1953 — Анна Каренина (телеспектакль) — Корней, камердинер Каренина
- 1959 — Заре навстречу — Пичугин
- 1960 — Мёртвые души (телеспектакль) — Алексей Иванович, полицмейстер
- 1968 — Поздняя любовь (телеспектакль) — Онуфрий Потапович Доронов
- 1969 — Егор Булычов и другие (телеспектакль) — Павлин, поп

#### Озвучивание
- 1951 — Ночь перед Рождеством (анимационный) — Голова